# Simone Battle
Simone Sherise Battle, född 17 juni 1989 i Los Angeles, Kalifornien, död där 5 september 2014, var en amerikansk skådespelare och sångare. Hon deltog i sångprogrammet The X Factor 2011 och var medlem i tjejgruppen G.R.L. Den 29 juli 2014 utgav de EP:n G.R.L., med bland annat singeln "Ugly Heart", släppt den 3 juni 2014.
Den 5 september 2014 påträffades Battle död i sitt hem i West Hollywood. Dödsorsaken var självmord (hängning).

## Diskografi
Solosinglar
- 2008 – "Rain"
- 2009 – "Just a Boy"
- 2009 – "Material Girl"
- 2011 – "He Likes Boys"

Singlar med G.R.L.
- 2013 – "Vacation"
- 2014 – "Show Me What You Got"
- 2014 – "Wild Wild Love" (Pitbull och G.R.L.)
- 2014 – "Ugly Heart"

## Filmografi
- 2012 – We the Party
- 2012 – Meanamorphosis
- 2014 – What We Need